# Campagne-sur-Arize
Campagne-sur-Arize – miejscowość i gmina we Francji, w regionie Oksytania, w departamencie Ariège.
Według danych na rok 1990 gminę zamieszkiwało 258 osób, a gęstość zaludnienia wynosiła 19 osób/km² (wśród 3020 gmin regionu Midi-Pireneje Campagne-sur-Arize plasuje się na 806. miejscu pod względem liczby ludności, natomiast pod względem powierzchni na miejscu 850.).